# ブレシット郡 (ケンタッキー州)
ブレシット郡（英: Breathitt County）は、アメリカ合衆国ケンタッキー州の東部に位置する郡である。2010年国勢調査での人口は13,878人であり、2000年の16,100人から13.8%減少した。郡庁所在地はジャクソン市（人口2,231人）であり、同郡で人口最大の都市でもある。ブレシット郡は1839年に設立され、郡名は1832年から1834年までケンタッキー州知事を務めたジョン・ブレシットに因んで名付けられた。郡内のどこにおいてもアルコール飲料の販売が禁止されている「ドライ郡」（禁酒郡）である。

## 歴史
ブレシット郡は1839年2月8日に、クレイ郡、エスティル郡、ペリー郡のそれぞれ一部を合わせて設立された。郡名はジョン・ブレシットに因んで名付けられた。
第一次世界大戦のとき、その徴兵割り当てを志願兵で埋めたことで国中の注目を集めた。郡内から徴兵された者がおらず、国内では唯一の郡となった。この戦中に3,912人が登録し、405人が志願した。その中で324人が招集され、281人は兵役に就き、43人は拒絶された。ケンタッキー州民は体格的適合性では国内トップクラスにある。現在古い郡庁舎前の芝生横に立っている歴史標識にはこの功績が記され、表題は「ブレシットの志願兵」とされている。ブレシット郡の退役兵も石壁の記念碑で栄誉を称えられている。ジャクソン市中心街にある古い郡庁舎横に立っている。この石壁には郡創設以来従軍した郡民の名前が記されている。郡内を通る州道15号線は、郡政委員会決議によって、ブレシット郡退役兵ハイウェイと名付けられている。
ブレシット郡は、初期に郡の指導者間の政治闘争があり、話題の多い政治史がある。ある時には投票所で撃ち合いが起こり、1人あるいは2人の命が失われた。郡内の民主党は1世紀にわたって影響力を持ち続けたが、近年は共和党が優勢になってきた。ファーストレディのエレノア・ルーズベルトとレディ・バード・ジョンソンがブレシット郡を訪れたことがある。ジャクソンでエレノアがブレシット郡高校の開校を祝った。バード・ジョンソンはブレシット郡高校体育館の開設を祝った。このとき郡教育監督官で政治活動家のマリー・R・ターナーが同席した。郡内の女性は政治的に活発であり、ターナーは民主党の活動家だった。郡最初の女性郡長であるベティ・コーネットは、郡長だった夫のロバート・E・コーネットが死んだ後を継いだ。ヘレン・コームスは第3地区最初の女性判事になった。これも判事だった夫のJ・W・コームスが死んだ後を継いだものであり、ヘレンは次の任期にも選出された。ローズ・ウルフはジャクソン市最初の女性市長になった。セルドン・ショートは郡の共和党活動家だった。ジャクソンの北にあるバンクリーブ出身の説教師であり、ブレシット郡の問題を共和党の州、国のレベルまで持ち上げた。ジャクソン市の元市長レスター・スミスは共和党の活動家だった。民主党の郡長ニム・ヘンソンは誰よりも長くその職にあり、在任中に死んだ。ジャクソン市にある介護施設にその名前が付けられている。ジャクソン市ブレシット郡博物館や古い郡庁舎の郡事務官事務所では、さらに多くの政治指導者について学ぶことができる。
ブレシット郡となった地域の最初の住人はチェロキー族インディアンであり、郡の山岳部に住んでいた。初期の白人開拓者は、アイルランド人、イングランド人、フランス人、ドイツ人の子孫だった。郡内で著名な者の姓でその起源を辿ることができる。ブレシット郡は山道と多くのクリークがある遠隔地だった。多くの人々は馬に乗って移動し、場所によっては店舗のある小さな町があり、郡庁所在地のジャクソンには1日か2日の旅だった。州道15号線が通ると、郡内の道路が整備され、旅も容易になった。1970年代までに郡内の山や谷を上り下りする多くの場所に車で移動できる道が整備された。
郡経済には、製材業と石炭鉱業が職と成長をもたらす天然資源だった。製材業は1960年代まで活発だったが、その後石炭鉱業が多くの金と人をもたらした。1980年代後半から石炭ブームが減速し、坑夫の家族は仕事を見つけるために他に移った。現在は製材業も石炭鉱業も低調である。
郡内には多くの山道があり、エルクを見る地域もある。ジャクソン市にはレスター・スミス公園と呼ばれる小さな公園がある。ジャクソン市には他にもキワニス公園とドウシット公園がある。クロケッツビルでは毎年子供の家の資金を集める祭が開催されている。周辺のカントリーミュージック歌手が集まり歌う。ジャクソン市中心街の蜂蜜祭は9月のレーバーデーの週末に開催されている。ブレシット歴史遺産祭と呼ぶ新しい祭りは10月にドウシット公園で開催されている。

## 地理
アメリカ合衆国国勢調査局に拠れば、郡域全面積は495.29平方マイル (1,282.8 km2)であり、このうち陸地495.19平方マイル (1,282.5 km2)、水域は0.09平方マイル (0.23 km2)で水域率は0.02%である。
ケンタッキー川の北支流と中支流が郡内を流れ、主要水源になっている。

### 隣接する郡
- ウルフ郡 - 北西
- マゴフィン郡 - 北東
- ノット郡 - 東
- ペリー郡 - 南東
- オウスリー郡 - 南西
- リー郡 - 西

## 人口動態
以下は2000年国勢調査による人口統計データである。
| 基礎データ - 人口: 16,100人 - 世帯数: 6,170 世帯 - 家族数: 4,541 家族 - 人口密度: 12人/km2（32人/mi2） - 住居数: 6,812軒 - 住居密度: 5軒/km2（14軒/mi2） 人種別人口構成 - 白人: 98.69% - アフリカン・アメリカン: 0.39% - ネイティブ・アメリカン: 0.09% - アジア人: 0.29% - 太平洋諸島系: 0.02% - その他の人種: 0.08% - 混血: 0.43% - ヒスパニック・ラテン系: 0.66% 年齢別人口構成 - 18歳未満: 25.5% - 18-24歳: 10.0% - 25-44歳: 28.9% - 45-64歳: 24.04% - 65歳以上: 11.5% - 年齢の中央値: 36歳 - 性比（女性100人あたり男性の人口） - 総人口: 97.4 - 18歳以上: 92.7 | 世帯と家族（対世帯数） - 18歳未満の子供がいる: 34.1% - 結婚・同居している夫婦: 55.0% - 未婚・離婚・死別女性が世帯主: 14.2% - 非家族世帯: 26.4% - 単身世帯: 23.8% - 65歳以上の老人1人暮らし: 9.0% - 平均構成人数 - 世帯: 2.54人 - 家族: 3.00人 収入と家計 - 収入の中央値 - 世帯: 19,155米ドル - 家族: 23,721米ドル - 性別 - 男性: 26,208米ドル - 女性: 20,613米ドル - 人口1人あたり収入: 11,044米ドル - 貧困線以下 - 対人口: 33.2% - 対家族数: 28.1% - 18歳未満: 42.9% - 65歳以上: 26.8% |

## 都市と町
| - ジャクソン - 郡庁所在地 - バンクリーブ - ロストクリーク - ヘイズブランチ - リバーサイド - ワッツ - ネド - ハードシェル - ファゲイツフォーク - ケイニー - ニックスブランチ - ノーブル - クレイホール - フリントビル - エバンストン | - ウィルステイシー - ルソー - ノクター - クィックサンド - サウスフォーク - ローズブランチ - スミスブランチ - カヌー - ターナーズクリーク - クロケッツビル - チェノウィー - エルカタワ - ウォークリーク - モリスフォーク - ベイズ |

## 教育

### ジャクソン独立教育学区
ジャクソン独立教育学区はジャクソン市内外の公共教育を管轄する教育学区である。ジャクソン市学校は幼稚園生から12年生まで教えている。

### ブレシット郡教育学区
ブレシット郡教育学区は郡内全体とジャクソン市の一部学校を含む教育学区である。小学校4校、中学校1校、高校1校がある。

### 私立学校
- マウントカーメル学校 – バンクリーブ
- オークデール・クリスチャン・アカデミー[4] – ジャクソン市
- リバーサイド・クリスチャン学校 – ロストクリーク

### 高等教育機関
- リーズ・カレッジ、ハザード・コミュニティ工科カレッジのキャンパス（ケンタッキー州コミュニティ工科カレッジ・システムの構成校）  – ジャクソン市
- ケンタッキー・マウンテン・バイブル・カレッジ – バンクリーブ
- モアヘッド州立大学ジャクソン・キャンパス – ジャクソン市

### ブレシット地域工学センター
ブレシット地域工学センターはジャクソン独立教育学区とブレシット郡教育学区双方に関わっている。ジャクソン市のブレシット郡高校のキャンパス内にある。ケンタッキー州が運営している。資金の大半は州から来るが、装備の多くは先進技術教育を目指した連邦のカール・D・パーキンス職業技術教育法で購入されている。
この学校の目的は技術教育である。自動車工学、建築学、電気工学、健康科学、事務技術を教えている。

### ケンタッキー大学ロビンソン校
クィックサンドの町にはケンタッキー大学ロビンソン校がある。この農業研究施設はブレシット郡の中心となる財産であり、農業と林業の科学的研究を進めている。